# Togoland
Togoland var fra 1884 til 1914 et tysk protektorat i Vestafrika, på den så kaldte "Slavekyst", mellem den franske koloni Dahomey (senere Benin) mod øst og den britiske koloni Guldkysten (senere Ghana) mod vest. Togolands grænser blev fastlagte i juli 1897. Protektoratet modsvarer i nyere tid den selvstændige stat Togo og den østlige del af Ghana.

## Tysk protektorat
Det tyske protektorat oprettedes 1884 gennem kontraktlige aftaler med lokale høvdinge, men først fra 1890 kom kolonisationen i gang for alvor. Den indfødte befolkning gjorde en vis modstand mod kolonimagten, især de to folkegrupper dagomba og konkomba, som stod bag et større oprør 1897-1898.
De vigtigste handelspladser i kolonien var Lome, Bagida, Porto Seguro og Klein Popo (eller Anecho), som alle lå längs kysten, samt Togo (nu Togoville) på den nordlige side af Togosøen. Koloniens hovedstad var Lome. I 1897 bøde i kolonien 107 europæere, de fleste i Lome og Klein Popo. Antallet af europæere var i 1914 vokset til 368 samtidig, som den indfødte befolkning de var beregnet til at være omkring 1.032.000 personer.
Togoland ansås at være en tysk mønsterkoloni, og landets bomuldsdyrkning mindskede Tysklands afhængighed af import fra USA, men driften tog kun få hensyn til den indfødte befolkning, og tvangsarbejde forekom. Man satsede hårdt på kommunikationer, og de vigtigste bebyggelser blev forbundne med et jernbanenet fra 1913 med en sammenlagt længde på 327 km: langs en 44 km lang kystbane lå Lome og Anecho, fra Lome til Palime gik en indlandsbane på 119 km og fra Lome til Atakpame en "Hinterlandbahn" på 164 km. Samtidig gjordes kun lidt med hensyn til de sociale ydelser, og mange togolesere flyttede eller flygtede til Guldkysten.
De vigtigste eksportvarer i kolonien var palmeolie og palmekerner samt kopra. Andre vigtige kulturplanter var majs, durra, maniok, jordnødder, ananas, kakao og bomuld.

## Afviklingen
Den 27. august 1914 invaderede i forbindelse med 1. verdenskrig Storbritannien og Frankrig Togoland og delte landet i to interessesfærer, administrerede af hver af de to nationers militære ombud. Den 30. september 1920 blev Togoland definitivt opdelt mellem de to lande, som opretholdt besættelsen af landet som mandatområder under Folkeforbundet. Grænsen mellem de to mandatområder blev trukket på langs i nord-sydgående retning omtrent fra det nordvestlige hjørne mod sydøst og syd og endte ved Lome på en sådan måde, at ingen del af det britiske område nåede ud til havet.

### Fransk Togoland
Fransk Togoland omfattede den østlige og største del (omkring to trediedele) af den tidligere tyske koloni. Den havde i 1921 698.340 indbyggere, hvoraf 210 var europæere. Af dem var 153 franskmænd. Mandatet havde en egen administrativ og finansiel forvaltning, og hovedstaden var Lome, som efter overtagelsen blev stavet på fransk (Lomé). Kolonien blev delvist styret sammen med Dahomey. I 1960 blev Fransk Togoland omdannet til den selvstændige stat Togo.

### Britisk Togoland
Britisk Togoland omfattede den vestlige og mindste del (omkring en tredjedel) af den tidligere tyske koloni. Den havde i 1921 188.265 indbyggere, hvoraf 25 var europæere. Administrativt kom mandatet til at høre sammen med den tilgrænsende provinser af kolonien Guldkysten. I 1956 blev Britisk Togoland en del af Ghana.